# Pappy Van Winkle
Julian "Pappy" Van Winkle (* 22. März 1874 in Danville, Boyle County, Kentucky, USA; † 16. Februar 1965 in Louisville, Jefferson County, Kentucky, USA) war ein Geschäftsmann aus den USA. Van Winkle besaß über mehrere Jahrzehnte die Stitzel-Weller Distillery, aus der mehrere einflussreiche Whiskeys kamen. Bekannt wurde sein Name seit etwa 2010 durch den Boom des nach ihm benannten Pappy Van Winkle’s Family Reserve, der von seinem Enkel Julian Van Winkle III vertrieben wird.

## Leben
Van Winkle wurde 1874 in Kentucky als Sohn eines Anwalts geboren. Van Winkle besuchte das Centre College in Danville, bevor er ab 1893 als Vertriebsmitarbeiter für den Whiskeyblender William Larue Weller arbeitete, nachdem dieser 1896 sein Geschäft an seine Söhne abgegeben hatte, arbeitete er für diese. Van Winkle besuchte dabei Bars und Lebensmittelhandlungen für Weller, pries die Produkte an und nahm Bestellungen auf. Van Winkle machte Karriere im Unternehmen, arbeitete zeitweise als leitender Angestellter in der Unternehmenszentrale, und ab 1915 übernahm er mit einem anderen Verkäufer das Geschäft ganz. Van Winkle wurde Präsident von W.L. Weller & Sons.
Nach dem Inkrafttreten der Prohibition konsolidierte Van Winkle das Geschäft. Er kaufte die A. Ph. Stitzel Distillery von der Weller einen Großteil seines Whiskeys bezog, und es gelang ihm eine der wenigen Lizenzen zu ergattern, mit denen er zu Zeiten der Prohibition Medizinischen Whiskey vertreiben durfte. Dafür kaufte er die Markenrechte an Old Fitzgerald Whiskey, der zu dieser Zeit deutlich populärer war als Weller. Gleichzeitig ging das Unternehmen 1935 komplett an ihn,
Nach dem Ende der Prohibition baute Stitzel-Weller eine Destillery in Shively (Kentucky), Kentucky, einem Vorort von Louisville, Kentucky, in denen die strengeren Regularien der Großstadt nicht galten. Old Fitzgerald war die Signaturmarke der Brennerei, anderer dort gebrannter Whiskey war Rebel Yell, Cabin Still, W. L. Weller und Old Rip Van Winkle. Van Winkel leitete die Destillerie bis zu seinem 90. Geburtstag 1964. Ein Jahr darauf starb er.